# Черкаський кооперативний економіко-правовий фаховий коледж
Черкаський кооперативний економіко-правовий фаховий коледж Полтавського університету економіки і торгівлі — заклад освіти I рівня акредитації. Навчальний заклад навчив більше 50 тис. випускників, багато з яких сьогодні очолюють важливі ланки діяльності підприємств, фірм, організацій  не лише системи споживчої кооперації, а й інших форм власності.

## Історія
Історія створення освітнього закладу розпочинається ще з 1920 року.
1 січня 1920 року згідно з постановою Уряду України на базі колишньої жіночої гімназії ім. Б. Грінченка було створено Уманське кооперативне училище, перший випуск якого склав 20 осіб, серед яких був відомий український поет, академік Микола Бажан. Через десять років кількість випускників збільшилася втричі.
Більш повноцінно  навчальний заклад запрацював у 1933 році, коли до нього був приєднаний ліквідований Київський кооперативний технікум.
До Другої світової війни в Уманському кооперативному училищі було три відділи: бухгалтерський, товарознавчий, плановий.
Другий етап роботи нашого освітнього закладу також пов’язаний з Уманню, але уже після другої світової війни. В 1949 році освітній заклад відновив свою роботу, а уже з 1951 року поряд з підготовкою бухгалтерів починає готувати товарознавців.
У 1952 році було відкрито заочне відділення.
За два десятиліття діяльності технікуму в Умані було підготовлено 3500 фахівців.
У 1954 році була утворена Черкаська облспоживспілка і в районах Черкаської області почала швидко зростати кількість членів споживчих спілок, утворювалися нові товариства. Відповідно, зростала необхідність у кадрах для споживчої кооперації.
Розвиток споживчої кооперації області зумовлює потребу у кваліфікованих кадрах. Це спричинило переведення у 1966 році кооперативного технікуму до м. Черкаси. Першим директором технікуму став Борис Опанасович Кваша, який обіймав цю посаду до 1983 року. Навчальний заклад розмістився в зовсім новому приміщенні Черкаського кооперативного училища, будівництво якого було завершено у 1960 році.
З 1983 по 2016 рік директором був Микола Петрович Зажирко – кандидат педагогічних наук, доктор філософії в психологічних науках, почесний професор, доцент, заслужений працівник освіти України. Пройшовши шлях від викладача до директора, протягом 40 років навчав і виховував багатьох кваліфікованих фахівців.
У 1986 році у технікумі почали готувати організаторів діловодства.
У 1991 році Черкаський кооперативний технікум реорганізовано в Черкаський комерційний коледж, в цьому ж році почали готувати правознавців. У 1996 році коледж став Черкаським кооперативним економіко-правовим коледжем.
Станом на 2010 рік диплом навчального закладу одержали близько 40 тисяч випускників.
З 2015 року коледж стає структурним підрозділом Полтавського університету економіки і торгівлі:
2015-2020 – філія «Черкаський кооперативний економіко-правовий коледж Вищого навчального закладу Укоопспілки «Полтавський університет економіки і торгівлі»;
2020-2023 – Черкаський кооперативний економіко-правовий фаховий коледж Вищого навчального закладу Укоопспілки «Полтавський університет економіки і торгівлі»;
З квітня 2023 року – Черкаський кооперативний економіко-правовий фаховий коледж Полтавського університету економіки і торгівлі.
З квітня 2017 року коледж очолює Гасюк Лариса Миколаївна.

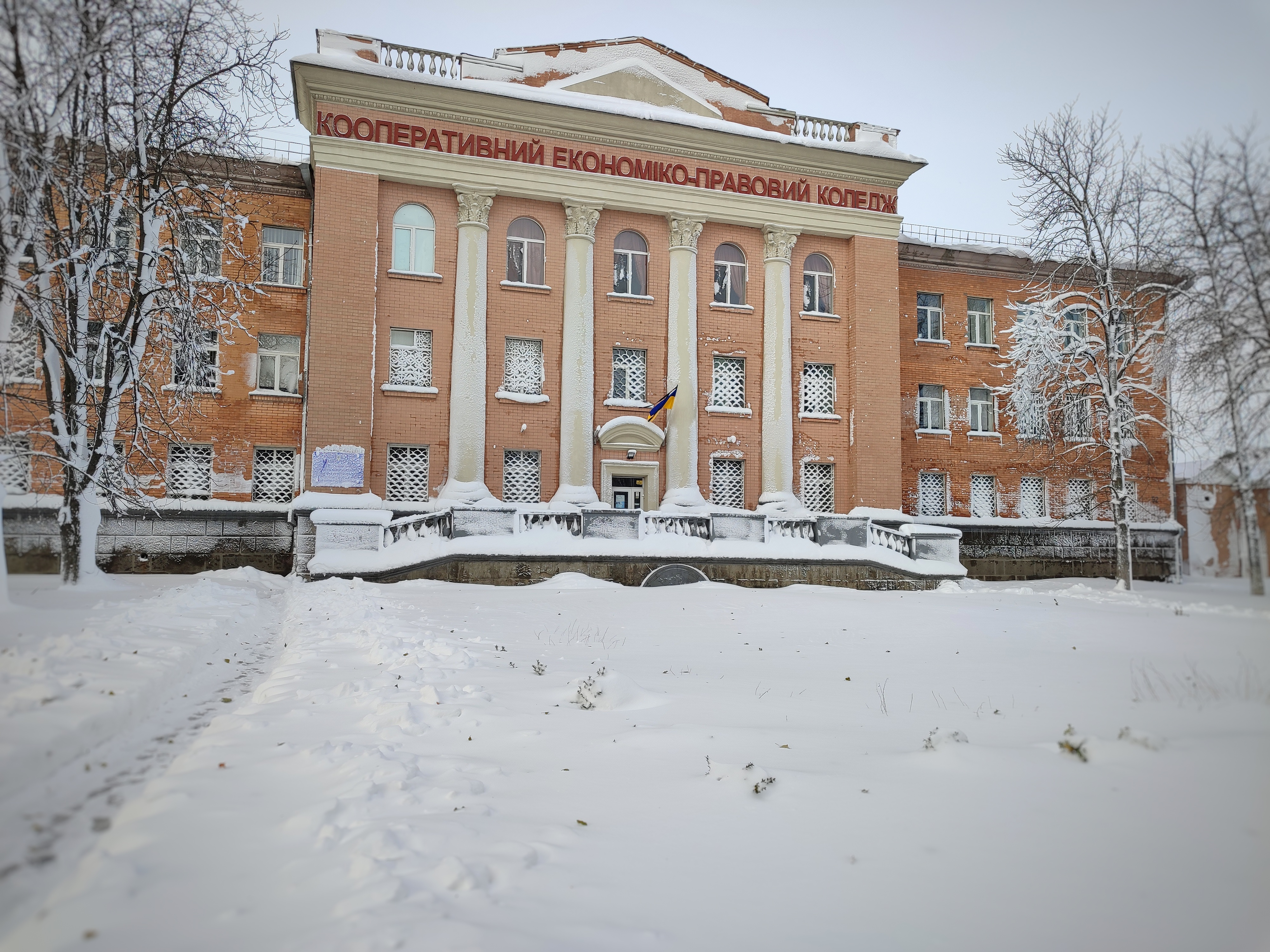
Черкаський кооперативний економіко-правовий фаховий коледж взимку

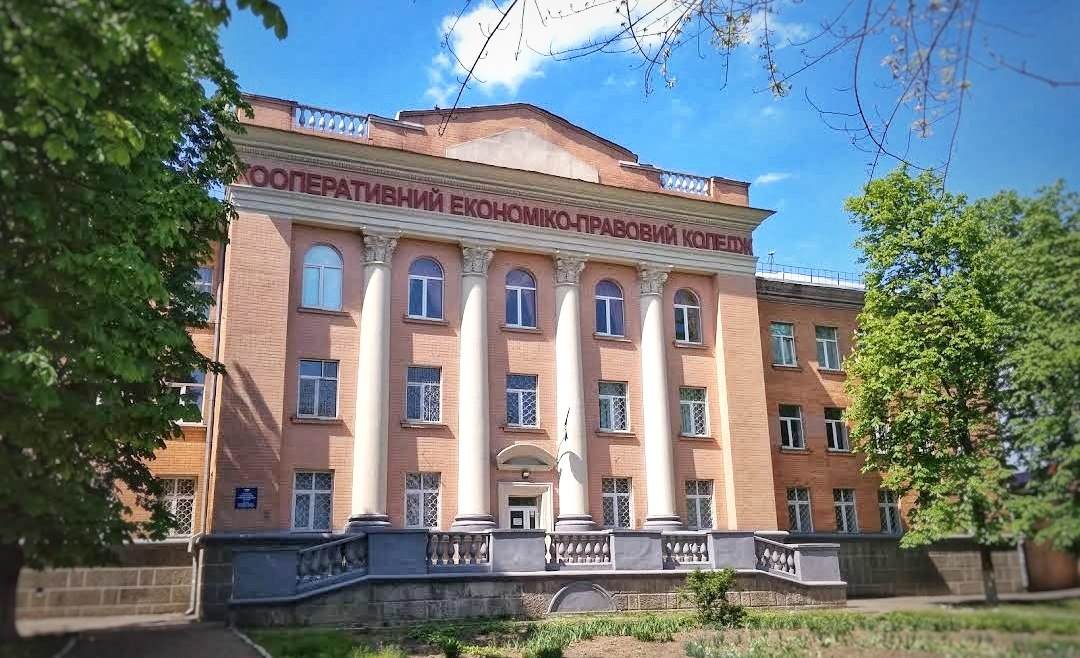
Черкаський кооперативний економіко-правовий фаховий коледж влітку

## Структура

### Керівництво

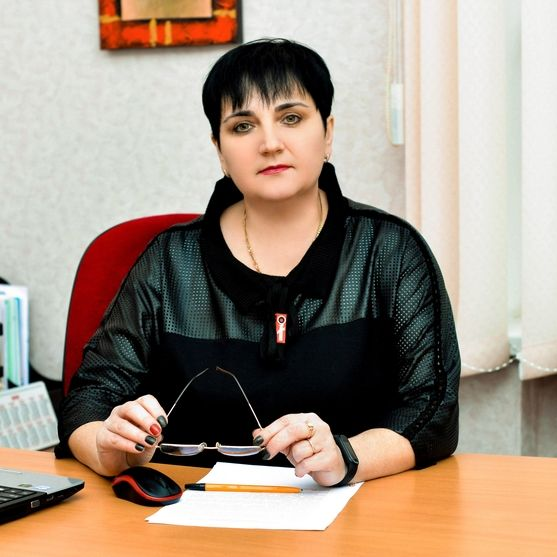
Директор коледжу Гасюк Лариса Миколаївна

Директор коледжу – Гасюк Лариса Миколаївна, кандидат педагогічних наук, доцент.
Заступник директора з організації освітнього процесу – Сидоренко Інна Володимирівна, викладач  вищої категорії, викладач-методист.
Заступник директора з основної діяльності – Наденко Сергій Сергійович, викладач вищої категорії, викладач-методист.

### Підрозділи
Бухгалтерія
Навчальна частина
Медпункт
Архів
Гуртожиток

### Викладачі
Освітній процес забезпечується  викладачами 3 циклових комісій (дані станом на 2024 рік).
Циклова комісія Права
8 педагогічних працівників (5 – штатних викладачів, 2 – сумісника, 1 – погодинна оплата праці), всі викладачі мають вищу категорію, з них:
4 - кандидати наук, доценти
2 - викладачі-методисти
Циклова комісія загальноосвітніх дисциплін та мовознавства
10 педагогічних працівників (9 -штатних викладачів, 1 – сумісник), з них:
1 – викладач-методист
7 – викладачі вищої категорії
1 – викладач 1 категорії
1 – спеціаліст
Циклова комісії технологічних, комерційно-економічних дисциплін
7 педагогічних працівників (5 -штатних викладачів, 2 – сумісника), всі викладачі мають вищу категорію, з них:
2 – кандидати наук, доценти

### Матеріальна база
У коледжі створені всі умови для якісної підготовки фахівців. До послуг здобувачів освіти сучасна матеріально-технічна база, яка включає лекційні аудиторії, обладнані мультимедійними комплексами; лабораторії інформатики та комп’ютерної техніки, об’єднані в локальну мережу і підключені до Інтернету; класична та електронна бібліотеки; 2 навчальних магазини; лабораторія Технології приготування їжі; читальна, актова та 2 спортивних зали; медичний пункт; буфет.
Станом на 2017 рік функціонувало 34 навчальні кабінети, серед яких: кабінет філософських наук, кабінет української мови та літератури, кабінети обліку та фінансування, кабінет організації і технології торговельних процесів та основ митної справи, кабінет економіки та обладнання підприємств торгівлі, кабінет організації виробництва та обслуговування в закладах ресторанного господарства та барної справи, кабінет математики, кабінет захисту Вітчизни, охорони праці та безпеки життєдіяльності, 2 кабінети іноземної мови, зал судових засідань, кабінет цивільного, аграрного та екологічного права; кабінет історії та теорії держави і права, конституційного та адміністративного права; кабінет трудового права, права соціального забезпечення та діловодства в  юридичній діяльності; кабінет господарського, кримінального та цивільного процесів; 2 лабораторії, 2 навчальні магазини, актова зала, 2 спортивні зали, 2 читальні зали, 2 кабінети для самостійної підготовки студентів, методичний кабінет та кабінет психологічного розвантаження.

## Спеціальності
ЧКЕПФК ПУЕТ здійснює підготовку фахівців за денною та заочною формою здобуття освіти за спеціальностями:
- 081 Право
- 181 Харчові технології
- 241 Готельно-ресторанна справа
- 072 Фінанси, банківська справа, страхування та фондовий ринок
- 076 Підприємництво та торгівля (Товарознавство в митній справі)

Випускники коледжу одержують диплом фахового молодшого бакалавра державного зразка

### Відомі випускники
- Речмедін Валентин Остапович (1916—1986) — письменник, журналіст.
- Бажан Микола Платонович (1904—1983) — письменник, філософ, громадський діяч, академік АН УРСР.
- Лютий Григорій Михайлович (1924—1986) — Герой Радянського Союзу.
- Супрунов В'ячеслав Іванович — заслужений артист України.